# Omar Bertazzo
Pour les articles homonymes, voir Bertazzo.
Omar Bertazzo, né le 7 janvier 1989 à Este, est un coureur cycliste italien, faisant carrière sur route et sur piste.

## Palmarès sur route

### Palmarès amateur
- 2006
  - Coppa Montes
- 2009
  - Notturna di Piombino Dese
  - 2e (contre-la-montre par équipes) et 5ea étapes du Tour de Tenerife
- 2010
  - Coppa Ardigò
  - Mémorial Benfenati
  - Gran Premio Comune di Castenedolo
  - Circuito del Pozzo
  - 2e du Circuito Casalnoceto
  - 2e du Gran Premio Calvatone

### Palmarès professionnel
- 2013
  - 8e étape du Tour d'Autriche

### Classements mondiaux
| Année            | 2009   | 2010 | 2011   | 2012 | 2013 | 2014 |
| ---------------- | ------ | ---- | ------ | ---- | ---- | ---- |
| UCI America Tour |        |      |        |      | 174e |      |
| UCI Asia Tour    |        |      |        |      | 258e | 327e |
| UCI Europe Tour  | 1 079e |      | 1 197e | 432e | 89e  | 645e |

## Palmarès sur piste

### Championnats d'Europe
- Pruszków 2008
  -  Médaillé de bronze de la poursuite par équipes espoirs
- Saint-Pétersbourg 2010
  -  Médaillé de bronze de la course aux points espoirs

### Championnats d'Italie
- 2008
  - 3e de la poursuite par équipes
- 2009
  - 2e de la poursuite par équipes
- 2010
  - 2e de la poursuite par équipes
- 2011
  -  Champion d'Italie de poursuite par équipes (avec Filippo Fortin, Matteo Montaguti et Giairo Ermeti)
  - 3e de l'américaine
- 2012
  - 2e du scratch
  - 3e de la poursuite par équipes
  - 3e de l'américaine
  - 3e de la course derrière derny
- 2014
  - 2e de la course derrière derny